# Diplolaena graniticola
Diplolaena graniticola är en vinruteväxtart som beskrevs av Paul G. Wilson. Diplolaena graniticola ingår i släktet Diplolaena och familjen vinruteväxter. Inga underarter finns listade i Catalogue of Life.